# 1989年吉薩爾地震
1989年吉薩爾地震發生在1989年1月22日世界協調時間23:02，震央位於塔吉克斯坦吉薩爾。體波規模5.3，最大麥加利地震震度8級。美國國家環境資訊中心（英語：的前身美國國家地球物理資料中心表示此次地震造成274人死亡，美國國家地震資訊中心則表示有多人受傷。此次地震為1989年死亡人數最多的地震。